# اخترپیشانی تیره
اخترپیشانی تیره (نام علمی: Coeligena orina)، که همچنین به عنوان اخترپیشانی پرآذین شناخته می‌شود، گونه‌ای از مرغ‌های مگس در حال انقراض در تبار «خورشیدرخشان‌تباران» (Heliantheini) در زیرتیرهٔ Lesbiinae و بومی چند منطقه کوچک در غرب کلمبیا است.